# Joan Lindsay
assinatura
Joan à Beckett Weigall, Lady Lindsay (16 de novembro de 1896 – 23 de dezembro de 1984)  foi uma romancista, dramaturga, ensaísta e artista visual australiana. Formada em sua juventude como pintora, ela publicou sua primeira obra literária em 1936, aos quarenta anos, sob um pseudônimo, um romance satírico intitulado Through Darkest Pondelayo . Seu segundo romance, Time Without Clocks, foi publicado quase trinta anos depois, e foi um relato semi-autobiográfico dos primeiros anos de seu casamento com o artista Sir Daryl Lindsay .
Em 1967, Lindsay publicou sua obra mais célebre, Picnic at Hanging Rock, um romance gótico histórico detalhando o desaparecimento de três alunas e sua professora no local de um monólito durante um verão. O romance despertou o interesse da crítica e do público por sua apresentação ambivalente como uma história verdadeira, bem como por sua conclusão vaga, e é amplamente considerado um dos romances australianos mais importantes de todos os tempos. Foi adaptado para um filme de 1975 com o mesmo nome . 
Ela também foi autora de várias peças inéditas e contribuiu com ensaios, contos e poesia para vários jornais e publicações ao longo de sua carreira. Ela passou seu tempo envolvida na comunidade artística local em Melbourne e participou de várias exposições. Seu último trabalho publicado, Syd Sixpence (1982), foi seu primeiro e único trabalho de literatura infantil . Lindsay morreu de câncer de estômago em 1984, após o que sua casa foi doada ao Australian National Trust; a propriedade de Lindsay agora opera como um museu com as obras de arte e objetos pessoais dela e de seu marido Daryl.

## Vida e carreira

### Infância e formação

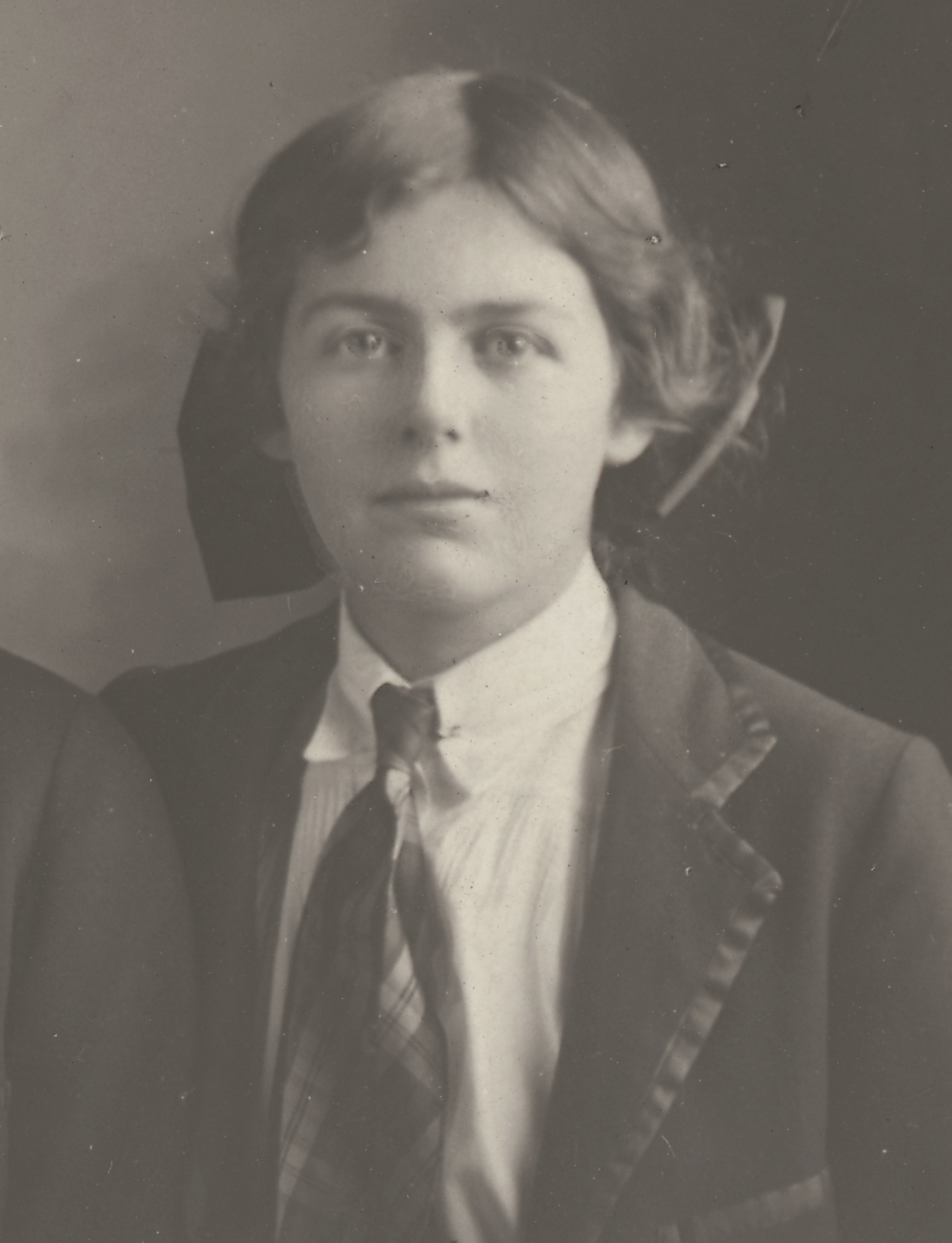
Lindsay em uma fotografia escolar de 1914.

Joan à Beckett Weigall nasceu em St Kilda East, Victoria, Austrália, um subúrbio de Melbourne, a terceira filha de Theyre à Beckett Weigall, um juiz proeminente. Seu primo, William Arthur Callendar à Beckett, era pai de Emma Minnie Boyd e, portanto, Lindsay era parente da famosa família Boyd, incluindo o escritor Martin Boyd . Sua mãe, Ann Sophie Weigall (nascida Hamilton), era filha do escocês Sir Robert Hamilton, governador da Tasmânia ; e era uma musicista nascida e criada em Dublin . Lindsay tinha duas irmãs, Mim e Nancy, e um irmão, Theyre Jr. Lindsay passou seus primeiros anos em uma mansão chamada "St Margaret's", em 151 Alma Road, East St Kilda. Ela descreveu sua infância como "externamente feliz e monótona".
Em 1909, aos treze anos, Lindsay foi enviada para um internato local, então chamado Carhue, para completar seus estudos. Durante o tempo de Lindsay lá, a escola passou por uma mudança de propriedade e foi renomeada como Clyde Girls 'Grammar School. Ela foi uma aluna exemplar. A escola foi transferida para perto de Mount Macedon, cinco anos após o último ano de Joan.  Depois de se formar na Clyde, Lindsay considerou se tornar arquiteta, mas decidiu estudar arte, matriculando-se na National Gallery of Victoria Art School em Melbourne em 1916. Lá, enquanto estudava pintura, ela foi educada por Bernard Hall e Frederick McCubbin .
Em 1920 ela começou a dividir um estúdio em Melbourne com a artista Maie Ryan (mais tarde Lady Casey) . Joan exibiu suas aquarelas e óleos em duas exposições em Melbourne em 1920, uma das quais foi intitulada "The Neo-Pantechnicists" e exibida com a Victorian Artists Society . Ela e Casey também colaboraram juntos em um livro inacabado, intitulado Retrato de Anna .

### Casamento com Daryl Lindsay; trabalhos iniciais
Enquanto estudava na National Gallery of Victoria Art School, ela conheceu o colega estudante de arte Daryl Lindsay . Os dois se casaram em Marylebone, Londres, Inglaterra no Dia dos Namorados de 1922. O dia sempre foi uma ocasião especial para ela, e ela definiu sua obra mais famosa, Picnic at Hanging Rock, no Dia de São Valentim.

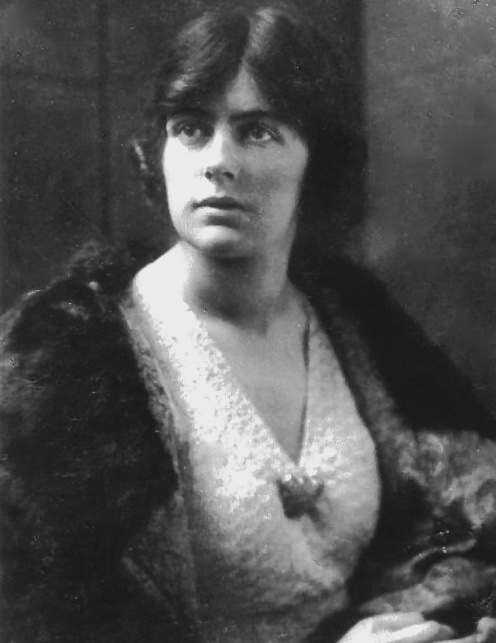
Lindsay, ca. 1920.

Quando o casal voltou a morar na Austrália, reformaram uma casa de fazenda em Baxter — Mulberry Hill — e viveram lá até que a Grande Depressão os obrigou a ocupar alojamentos mais humildes em Bacchus Marsh, alugando sua casa até que a situação econômica melhorasse. Durante esse tempo, Lindsay mudou de foco da pintura para a escrita e escreveu duas peças, ambas explorando o misterioso e o macabro - Cataract e Wolf!, o último dos quais foi uma colaboração com Margot Goyder e Ann Joske, ambas as mais conhecidas escritoras de histórias de detetive da Austrália na época.  Embora nenhuma das peças tenha sido publicada, Wolf! foi apresentada no palco em Swanage, Inglaterra, em maio de 1930. 
Após retornar de viagens pela Inglaterra e Europa, Lindsay publicou seu primeiro romance, Through Darkest Pondelayo: An account of the adventures of two English Ladies on a canibal island, em 1936, sob o pseudônimo de Serena Livingstone-Stanley .  Publicado por Chatto & Windus no Reino Unido, o romance é estruturado como uma paródia de livros de viagens populares da época, mas repleto de erros gramaticais intencionais, funcionando também como uma sátira aos turistas ingleses no exterior. De acordo com o primo de Lindsay, Martin Boyd, o romance era "uma das melhores coleções de malapropismos da língua inglesa".  Lindsay ajudou Boyd a escrever o esboço de seu romance, Nuns in Jeopardy (1940). 
Lindsay também contribuiu com artigos, resenhas e histórias para várias revistas e jornais sobre arte, literatura e pessoas importantes. Em 1928, ela entrevistou a atriz Margaret Bannerman para o Victoria's The Weekly Courier e, em 1941, foi co-autora da História da Cruz Vermelha Australiana com o marido Daryl. Em 1942, Lindsay publicou um ensaio de crítica literária sobre o romancista George Moore em The Age, intitulado "A Modern of the Nineties. George Moore: artesão literário."
Nesse período, Daryl Lindsay abandonou a pintura para se tornar Diretora da National Gallery of Victoria, cargo que ocupou entre 1942 e 1955. A posição exigiu sua mudança para Melbourne até sua aposentadoria. Ela e o marido mantiveram sua casa de campo durante sua estada em Victoria. Quando Daryl foi nomeado cavaleiro em 1956, Joan ficou conhecida como Lady Lindsay.
Seu romance semi-autobiográfico, Time Without Clocks, descreve seu casamento e sua idílica vida de casada. A obra leva o título de uma estranha habilidade que Joan se descreveu como tendo, de parar relógios e máquinas quando se aproximava. O título também brinca com a ideia de que esse período de sua vida foi desestruturado e livre. Isso foi seguido por Facts Soft and Hard, um relato humorístico e semi-autobiográfico das viagens dos Lindsays nos Estados Unidos enquanto Daryl recebia um prêmio Fulbright, que levou o casal a Nova York em uma viagem de estudo pela América coleções de arte mantidas pela Carnegie Corporation .

### Piquenique em Hanging Rock
Picnic at Hanging Rock, publicado em 1967, é a obra mais conhecida de Lindsay. Lindsay escreveu o romance durante um período de quatro semanas em sua casa Mulberry Hill em Baxter, e o construiu em torno da Hanging Rock da vida real, um monólito que a fascinou desde a infância.  Ela comparou a história ao trabalho de Henry James, citando o "livro sobre as crianças em uma casa mal-assombrada com uma governanta" (The Turn of the Screw, traduzido para o português como A Outra Volta do Parafuso).
O romance é ficção histórica, embora se defina como baseado em fatos reais na introdução. Um final que explicava o destino das meninas, em forma de rascunho, foi retirado por seu editor antes da publicação.  O capítulo final foi publicado apenas em 1987 como um livro independente intitulado The Secret of Hanging Rock, e também incluiu comentários críticos e teorias interpretativas sobre o romance. Lindsay baseou o Appleyard College, cenário do romance, na escola que ela havia frequentado, a Clyde Girls Grammar School ( Clyde School ), em East St Kilda, Melbourne  — que em 1919 foi transferida para Woodend, Victoria, no imediações de Hanging Rock. 

Em uma entrevista de 1974, Lindsay abordou o questionamento dos leitores e críticos sobre a conclusão ambígua do romance, dizendo:
Bem, foi escrito como um mistério e continua sendo um mistério. Se você pode tirar suas próprias conclusões, tudo bem, mas não acho que isso importe. Escrevi aquele livro como uma espécie de atmosfera de um lugar, e foi como jogar uma pedra na água. Eu senti aquela história, se é que você pode chamá-la de história - que o que aconteceu no dia de São Valentim continuou se espalhando, sem parar, em círculos.
A conclusão ambígua do romance levou a um interesse significativo de leitores públicos e críticos, e o romance atraiu comparações de críticos literários com o trabalho de EM Forster e Nathaniel Hawthorne . Foi transformado em longa-metragem em 1975 pelos produtores Patricia Lovell, Hal e Jim McElroy, e pelo diretor Peter Weir, que foi aclamado por iniciar o "renascimento do cinema australiano" . Uma reimpressão do romance em 1975 pela Penguin Books na Austrália vendeu mais de 350.000 cópias, tornando-o o romance mais vendido da Penguin Australia até hoje (segundo, no geral, apenas para a autobiografia de Albert Facey, A Fortunate Life  ).

### Vida após Hanging Rock e morte
Em 1969, Lindsay sofreu ferimentos graves em um acidente de carro e precisou de meses se recuperando.  Daryl Lindsay morreu no dia de Natal de 1976.  Os últimos anos de Lindsay foram investidos em artes visuais, com visitas frequentes ao Lyceum Club em Melbourne e à McClelland Gallery em Langwarrin, onde ela se envolveu com o local comunidade artística. Ela pintou várias obras em seus últimos anos e foi elogiada pelo crítico de arte Alan McCulloch .
Em 1972, ela se reuniu com Lady Maie Casey e realizou uma exposição de arte no McLelland em Langwarrin. O artista Rick Amor e seus filhos, que moravam em uma cabana da propriedade de Lindsay, a levaram a ressuscitar um livro infantil inédito que ela havia escrito, intitulado Syd Sixpence, que ela publicou em 1982.  Amor forneceu ilustrações para o livro, que conta a história de Syd, as aventuras de uma moeda antropomórfica de seis pence vivendo no fundo do oceano. Lindsay também trabalhou em outro romance, intitulado Love at the Billabong, que ficou inacabado. 
Lindsay morreu de câncer de estômago no Peninsula Private Hospital em Frankston, Melbourne, em 23 de dezembro de 1984, aos 88 anos  Ela foi cremada e suas cinzas foram enterradas no Creswick Cemetery em Creswick, Shire of Hepburn em Victoria, Austrália. Como os Lindsays não tinham filhos, sua casa em Mulberry Hill em Langwarrin South, Victoria foi doada conforme sua vontade ao National Trust após sua morte. A propriedade de Mulberry Hill está aberta ao público para visitas autoguiadas e contém obras de arte originais e pertences pessoais de Joan e Daryl Lindsay.
A arte visual de Lindsay foi exibida postumamente como parte da Exposição Nacional de Arte Feminina na Austrália.

### livros
- Through Darkes Pondelayo ( Chatto & Windus, 1936)
- Time Withour Clocks ( FW Cheshire, 1962)
- Facts Soft and Hard (FW Cheshire, 1964)
- Piquenique em Hanging Rock (FW Cheshire, 1967)
- The Secret of Hanging Rock (FW Cheshire, 1987) (capítulo final retirado de Picnic at Hanging Rock, publicado postumamente em 1987)
- Syd Sixpence (Kestrel Books, 1982)